# حسن الشيرازي
السيد حسن بن مهدي بن حبيب الله الحسيني الشيرازي (1937 - 1980) هو رجل دين ومفكر ومعارض سياسي شيعي عراقي ولد في مدينة النجف في العراق سنة 1937 م، وقد واجه تنفيذ حكما عليه بالسجن 10 سنوات إبان سلطة حزب البعث إلا أنه قد افرج عنه قبل تمام المدة، فانتقل إلى سوريا ومن ثم إلى لبنان حتى اغتيل في مايو 1980 م في بيروت  بينما كان متوجهاً للمشاركة في مجلس الفاتحة الذي أقامه هو  للمرجع الديني محمد باقر الصدر الذي لقي مصرعه فور نشر تسجيل نداءه الثالث التحرييضي ضد قادة الحكم في العراق.

## حياته
ينحدر من أسرة عريقة في العلم والسياسة والفضل، من نسل المجدد الشيرازي الأول السيد ميرزا محمد حسن الشيرازي، ومن ناحية الأم يكون الميرزا محمد تقي الشيرازي قائد ثورة العشرين في العراق، ووالده المرجع الديني الميرزا مهدي الشيرازي اجتهد على يد مراجع كبار واهتم بالجوانب الفكرية و الاقتصادية والسياسية إلى جانب تخصصه في الفكر الإسلامي.
مارس دوره الموجه في الحوزة العلمية في كربلاء وغيرها، إلى جانب تبنيه لها وذلك بالتعاضد مع اخيه الأكبر الإمام الراحل المجدد الثاني اية الله العظمى السيد محمد الحسيني الشيرازي، وقد أمضى فترة طويلة من حياته بين الاعتقال والنفي.
إتخذ من لبنان مقرا له عام 1970 م، وقبل ذلك كان يتردد كثيرا على سوريا، أسس جماعة عام 1977 م إلى جانب تبنيه لها كما أسس الكثير من المؤسسات التربوية والثقافية والدينية والاجتماعية في كل من العراق وسوريا ولبنان وأوروبا وأستراليا وساحل العاج وسيراليون ونيجيريا وكينيا.
وضع أول لبنة في تأسيس الحوزة العلمية الزينبية في سوريا عام 1975 م وقد خرجت هذه الحوزة منذ تأسيسها إلى اليوم المئات من الطلاب من مختلف الجنسيات وتعتبر اليوم أكبر وأهم الحوزات في هذه البلدة الطيبة وهي ما زالت اليوم تمارس كل الصيغ للوصول إلى تحقيق الاهداف الإسلامية عامة.
وقد وضع أول لبنة فيما يتعلق بالعلاقات مع العلويين الشيعة في سوريا ولبنان واستطاع أن يزيل الأوهام التي تعلقت بمخيلات البعض عن هذه الفئة من المسلمين الشيعة، دافع وبحماس عن كافة حركات التحرير العالمية وخاصة حركات التحرير الإسلامية، وقف بثبات ضد الاحتلال الصهيوني للأراضي الفلسطينية، دافع عن قضايا لبنان وخاصة الجنوب في كل المحافل والمناسبات، وأكد على وجوب تحقيق الوفاق الوطني، كما قدم مساعدات مالية ومعنوية للجنوب اللبناني لكثير من العوائل التي شردت نتيجة الحملات الصهيونية.
قام بزيارة إلى أفريقيا(ساحل العاج، كينيا، السودان، جنوب أفريقيا)لأغراض الدعوة الاسلاميه ونشر مبادئ الدين

## الخروج من العراق

### علاقته مع الطائفة العلوية
وفي سوريا قضى الشيرازي فترة يتجول في المناطق التي يغلب عليها انتشار الطائفة العلويَّة لزيارة أبناء هذه الطائفة واللقاء بهم، ثم شدَّ رحاله إلى طرابلس اللبنانيَّة بأمر أخيه محمد الشيرازي الذي كان من مشاهير مراجع الشيعة الإثني عشريَّة في وقته، والتقى «بجماعة من أفاضل علمائهم ومثقفيهم وبجموع من أبناء المدن والقرى في جوامعهم ومجامعهم»، وبعد ما يقارب الثلاث أشهر من دراسة الطائفة العلويَّة والاختلاط بأبنائها أصدر الشيرازي بياناً مشهوراً بخصوص الطائفة العلويَّة مؤرخ بتاريخ الحادي والعشرين من ذي القعدة 1392 هـ قال فيه أنَّ «إنّ العلوييين هم شيعة ينتمون إلى أمير المؤمنين علي بن أبي طالب عليه السلام بالولاية»، ثم قال أنَّ «العلويين والشيعة كلمتان مترادفتان مثل كلمتي الإماميَّة والجعفريَّة فكل شيعي هو علوي العقيدة وكل علوي هو شيعي المذهب».

## المؤلفات
للشيرازي أكثر من ثمانين مؤلَّفاً كتاباً وكتيباً، منها:
| - موسوعة الكلمة. موسوعة في خمسة وعشرين مجلداً. - خواطري عن القرآن. تفسير في ثلاثة أجزاء. - الشعائر الحسينية. - حديث رمضان. - الاشتقاق في الصرف. | - العمل الأدبي. - الأدب الموجه. - التوجيه الديني. - الاقتصاد الإسلامي. جزئين. |

## اغتياله
اغتالته مخابرات النظام العراقي في بيروت عام 1980، وأصبحت تقام مجالس تأبين سنوية.